# 破僧
破僧是指佛教出家僧團分化。在佛教史上，首次僧團分裂，是在釋迦牟尼佛（佛陀）在世時，提婆達多（漢譯天授）提出天授五法，批評佛陀的教法，並以釋迦牟尼佛年老為理由，希望佛陀交出僧團的領導權，但沒獲同意，提婆達多自立僧團，形成提婆達多派僧團與佛教僧團兩大系統。

## 事件經過
提婆達多是阿難的兄長，佛陀的堂弟。佛陀四十一歲時，回祖國迦毘羅衛城遊化，提婆達多受到感召而加入僧團。提婆達多以其聰明、博學、禪定、梵行精進，在摩揭陀國弘法時，以種種神通，深受王子阿闍世的禮敬，在王舍城一帶受到僧俗二眾崇仰，自認與佛陀同「姓瞿曇生釋家」。提婆达多开始怀有统摄僧众的雄心，目犍连發覺他的野心，报告了释尊，那时释尊在拘舍弥。因而提婆達多乃以佛陀“為諸四眾，教授勞倦”為由，向佛“索眾”。要求“令僧屬我，我當將導”，佛陀則以舍利弗智慧第一，目犍連神通第一，都未交託統攝教授眾僧之責，何況提婆如此的“噉唾癡人”。遂令提婆達多心生嫌恨，而提婆達多所理解教義，也與舍利弗、目犍連不同。提婆弟子瞿迦梨、迦留盧提舍等則時常謗毀佛陀兩大脅侍 。
阿闍世篡奪父王頻婆娑羅之位後，提婆達多更受王家利養恭敬，地位聲勢益加尊隆。因此“名聞利養”，反而損害其修行，於是苦行修養更加精嚴。佛制四依法，他則有五法：“盡形壽乞食”“盡形壽著糞掃衣”“盡形壽露坐”“盡形壽不食酥鹽”“盡形壽不食魚及肉”，我慢愈熾，更加企求統攝僧眾的權力。佛陀卻不鼓勵這種苦行，只要是三淨肉，並不禁止。《根本說一切有部毘奈耶破僧事》記載佛和佛弟子吃肉，提婆達多批判佛和佛弟子吃肉是一種殺生，並因此禁止弟子吃肉。《十誦律》記載提婆達多破和合僧時在佛教僧團推行不吃肉，佛言：「癡人。我聽噉三種淨肉。」佛拒絕提婆達多禁止吃肉的戒律，之後提婆達多召開破和合僧布薩有504比丘追隨提婆達多捉籌成立不吃肉的新僧團。
從佛出家之弟子，不分種姓出身，一律平等。然而佛陀出身釋迦王族，部分釋迦族僧眾則不免自覺優越，以為佛入涅槃後，當由釋迦族比丘統攝僧團。提婆達多“四伴黨”三聞達多、騫荼達婆、瞿迦梨、迦留盧提舍等皆出身釋迦族；而擁護提婆達多的“六群比丘”也都以出身釋種，或與佛陀關係密切，而自覺優越，不願接受十方比丘攝化教誡。而這種心態顯與佛法不合。不久，500比丘就被舍利弗與目犍連勸回原僧團。提婆達多的破僧，最後得不到太多比丘支持。

## 成立要素
9人以上的僧伽團體，方能出現「破僧」。每一個居住地（所謂界）中的僧伽，必須至少要有4人。在每月新月的布薩中，同一界的僧人必須出席，並可以就不同議題投票。若持反對意見之少數團體少於3人，則只是意見分歧。若持反對意見之少數團體有4人以上，即可自組成獨立僧團，是為破僧。固此破僧必須要在9人以上的僧團才能出現。

## 影響
破僧對佛教的影響深遠，在當時社會上引起不良反應。舍利弗到王舍城宣告提婆達多的非法時，引起了社會的譏嫌，“時彼眾會皆悉唱言：沙門釋子更相憎嫉，見調達得供養，便作是語”。特別是破僧事發生於佛陀晚年，再過幾年，佛陀便在拘尸那涅槃了。大迦葉得知消息，與五百比丘於佛滅後七日趕至拘尸那，參与荼毗大典（火葬），並發起了五百集結。但此次集結顯現了僧團內部的分歧，大迦葉指出阿難的九大過失，阿難尊者為集如來之法藏與僧團的和諧，只好進行了悔過。自此餘波蕩漾，一直延续到在毗舍離城的七百集結时代。